# MTV Unplugged (album Kasi Kowalskiej)
MTV Unplugged – jest to zapis z koncertu o tym samym tytule artystki Kasi Kowalskiej. Płyta ukazała się 25 października 2019 roku.
Koncert miał miejsce 8 maja 2019 w Teatrze Szekspirowskim w Gdańsku.
Był on podsumowaniem 25-lecia pracy artystycznej artystki.
Podczas koncertu Kasia wykonała utwory z płyt „Gemini”, „Pełna obaw”, „Antidotum”, „Samotna w wielkim mieście” i „AYA”.
Zagrała też 2 covery ("Tolerancja" z repertuaru Staszka Sojki i "Move Over" z repertuaru Janis Joplin; utwór ten zaśpiewała z Edytą Bartosiewicz).
Oprócz stałego zespołu towarzyszącego Kasi podczas koncertów, koncert MTV Unplugged wzbogacony został o sekcję dętą i fortepian. Album na CD zawiera 14 utworów, a wersja cyfrowa 16.

## Lista utworów
1. „Antidotum” – 4:47
2. „Pieprz i sól” – 4:56
3. „Prowadź mnie” – 4:36
4. „Gemini” – 3:54
5. „Tolerancja (na miły Bóg)” feat. Stanisław Sojka – 4:00
6. „Dla Taty” – 4:06
7. „Alannah (tak niewiele chcę)” – 3:22
8. „Aya” – 4:24
9. „Move Over” feat. Edyta Bartosiewicz – 3:49
10. „Wyrzuć ten gniew” – 5:16
11. „Domek z Kart” – 4:14
12. „Coś optymistycznego – 5:31
13. „A to co mam” – 6:31
14. „To co dobre” – 4:19

### bonusy
1. „Teraz Kiedy Czuję” – 3:55
2. „Oto ja” – 5:45